# ماري ماكليستر
ماري ماكليستر (بالإنجليزية: Mary McAllister)‏ هي ممثلة أمريكية، ولدت في 27 مايو 1909 بلوس أنجلوس في الولايات المتحدة، وتوفيت في 1 مايو 1991 بديل مار في الولايات المتحدة.

## وصلات خارجية
- ماري ماكليستر على موقع IMDb (الإنجليزية)
- ماري ماكليستر على موقع أول موفي (الإنجليزية)
- ماري ماكليستر على موقع قاعدة بيانات الفيلم (الإنجليزية)